# Zlatice
Zlatice (Forsythia) je rod rostlin z čeledi olivovníkovité (Oleaceae). Někdy jsou zlatice nesprávně označované jako zlatý déšť. Zlatice jsou opadavé keře s jednoduchými nebo trojčetnými vstřícnými listy a žlutými čtyřčetnými květy, rozkvétajícími před rozvinutím listů. Většina druhů zlatic se vyskytuje ve východní Asii, výjimkou je reliktní zlatice evropská, pocházející z Balkánu. Zlatice jsou hojně pěstovány jako okrasné keře a některé druhy mají význam v medicíně.

## Popis
Zlatice jsou opadavé keře se vstřícnými listy, dorůstající obvykle výšky okolo 1 až 3 metrů. Větévky jsou více či méně čtverhranné, většinou zelené, hnědozelené nebo nažloutlé a poseté výraznými lenticelami, uvnitř duté nebo vyplněné přehrádkovanou dření. Na větévkách jsou často přídatné pupeny. Listy jsou většinou jednoduché a celistvé, řidčeji trojdílné až trojčetné, řapíkaté, na okraji pilovité nebo i celokrajné. Zlatice kvetou na jaře před olistěním, v březnu až dubnu. Květy jsou oboupohlavné, žluté, čtyřčetné, stopkaté a vyrůstají po 1 až 3 v paždí listů. Koruna květů je žlutá s krátkou zvonkovitou korunní trubkou a 4 protáhlými cípy. Kalich je hluboce čtyřcípý a vytrvalý. Tyčinky jsou 2 a jsou přirostlé uvnitř korunní trubky. Semeník je srostlý ze 2 plodolistů a na vrcholu nese štíhlou čnělku zakončenou dvouramennou bliznou. V každém plodolistu je mnoho vajíček. Plodem je dvoupouzdrá lokulicidní tobolka obsahující křídlatá semena. V semenech není vyvinut endosperm.

## Rozšíření
Rod zlatice zahrnuje 11 nebo 12 druhů. Většina druhů je rozšířena ve východní Asii. Na Balkáně se jako jediný evropský zástupce tohoto rodu vyskytuje reliktní zlatice evropská (Forsythia europaea).

## Ekologické interakce
Zlatice jsou opylovány hmyzem, křídlatá semena jsou roznášena větrem. Na listech zlatic se živí housenky některých druhů motýlů, např. lišaje šeříkového (Sphinx ligustri), bekyně zlatořitné (Euproctis chrysorrhoea), vzpřímenky šeříkové (Caloptilia syringella) nebo osenice kopřivové (Naenia typica), z polokřídlých klopuška bramborová (Lygocoris pabulinus), mšice krušinová (Aphis frangulae), puklice Parthenolecanium persicae, štítenky Lepidosaphes ulmi a Quadraspidiotus ostreaeformis aj.

## Zástupci
- zlatice evropská (Forsythia europaea)
- zlatice Giraldova (Forsythia giraldiana)
- zlatice japonská (Forsythia japonica)
- zlatice prostřední (Forsythia × intermedia)
- zlatice převislá (Forsythia suspensa)
- zlatice vejčitá (Forsythia ovata)
- zlatice zelená (Forsythia viridissima)[2][4]

## Význam
Zlatice jsou pěstovány jako okrasné keře, ceněné zejména pro jarní kvetení. V České republice je nejčastěji pěstována v různých kultivarech zlatice prostřední, dále zlatice převislá, zlatice zelená a zlatice vejčitá. Ve sbírkách botanických zahrad se lze setkat i s některými dalšími druhy, jako je zlatice Giraldova a zlatice japonská.
Zlatice náležejí v období dubna mezi včelařsky významné rostliny. Větévky zlatice jsou občas dávány do vázy a používány jako barborky, podobně jako větévky třešní nebo višní.

## Zahradní kultivary
Zlatice jsou zahradnicky cenné zejména pro jarní kvetení. Používají se jako solitéry do trávníkových ploch nebo do skupin. V kombinaci s jinými keři jsou vhodné také k lemování stromovitých skupin.
Většina druhů a kultivarů má vzpřímené větve a dorůstá výšky kolem 2 až 3 metrů. Zlatice převislá a řada jejích kultivarů jsou mohutné keře s graciézně převislými větvemi a jsou vhodné zejména k výsadbě do svahů a teras a mohou se dokonce částečně vést jako pnoucí rostliny. Existují však i trpasličí kultivary zlatic dorůstající výšky sotva půl metru a použitelné jako půdní kryt. Je to např. Forsythia viridissima 'Bronxensis', F. x intermedia 'Mertensiana' nebo kříženec zlatice prostřední a zlatice japonské F. hybr. 'Arnold Dwarf'.
Většina druhů a kultivarů zlatic se hodí i k vytváření nižších až středně vysokých stříhaných živých plotů. Trpasličí kultivary lze vysazovat do skalek.
Nejčasněji (v březnu) kvete zlatice Giraldova a zlatice vejčitá, následované zlaticí převislou (přelom března a dubna). V dubnu pak kvete zlatice prostřední, zlatice japonská a zlatice zelená a jejich kultivary.

## Pěstování a množení
Zlaticím nejvíce vyhovují lehké, hlinité, výživné půdy s dostatkem vláhy a snášejí i zásadité, vápenaté půdy, nejsou však na kvalitu půdy nijak náročné. Jsou to světlomilné dřeviny, vyžadující slunné nebo jen lehce přistíněné stanoviště. Na zastíněných stanovištích hůře kvetou. Nesvědčí jim příliš vlhké a podmáčené půdy ani přílišné sucho. Většina u nás pěstovaných druhů a jejich kultivarů je v běžné zimě plně odolná, výjimkou je pouze zlatice zelená a její kultivary, které by měly být vysazovány na teplé a chráněné stanoviště, vhodný je také zimní kryt chvojím nebo listím. Proti znečištění vzduchu jsou středně odolné, jsou však citlivější na zvýšený obsah ozonu.
Zlatice se vysazují bez kořenového balu v bezlistém stavu na podzim nebo v předjaří, případně z kontejneru kdykoliv během vegetace. Sazenice je vhodné při výsadbě silně seříznout. Dobře se ujímají. Květní poupata jsou u zlatic vyvinuta již na podzim, a to na jednoletých výhonech po celé délce letorostů. To je třeba brát v úvahu při jejich prořezávání. Nejvhodnější úpravou je každoroční prosvětlovací řez, při němž se odstraňují u země nejstarší výhony. Staré a nezmlazované keře málo kvetou. Jednorázový radikální řez není příliš vhodný, neboť keře metlovitě obrostou a mají tendenci se rozklesávat. Tvarované živé ploty se stříhají na jaře nebo začátkem léta, aby do zimy stihly vyzrát květuschopné přírůstky.
Zlatice se rozmnožují zejména řízkováním. Zelené řízky se odebírají od druhé poloviny května do července a ihned píchají na množárnu. Řežou se pouze vrcholky letorostů. Bujněji rostoucí druhy a kultivary mimo zlatice převislé je možno množit též dřevnatými řízky. Ty se odebírají z vyzrálých výhonů a včas na jaře píchají do lehké vlhké půdy. Zlatici převislou je možno snadno množit hřížením. Botanické druhy lze rozmnožovat také výsevem na jaře, nejlépe ve skleníku. Osivo si podrží klíčivost asi rok.
Chorobami ani škůdci nejsou zlatice příliš napadány, silně však trpí okusem zvěří.